# セミョン・チェリュスキン
セミョン・イヴァノヴィチ・チェリュスキン（ロシア語: Семён Иванович Челюскин, Semyon Ivanovich Chelyuskin、1700年ごろ - 1764年）は、ロシア帝国の海軍士官、極地探検家。セミョーン・チェリュースキンとも表記される。
モスクワ航海学校を卒業後、1726年にバルチック艦隊の副航海士に任官し、1733年に航海士に昇進。第二次カムチャツカ探検隊（大北方探検隊）の隊員に選抜され、1743年まで、ヴァシリー・プロンチスチェフやハリトン・ラプテフのもとで探検に従事した。1741年春、ハタンガ川からピャシナ川まで陸路で横断し、タイミル半島の西海岸からミッデンドルフ湾、およびピャシナ川河口からエニセイ川河口までのようすを記録した。1741年から翌年の冬にはトゥルハンスクからカタンガ川まで下り、東はファッデイ湾から西はタイミル川河口まで、タイミル半島北海岸のようすを記録した。その際、ユーラシア大陸の最北端を発見し、その地は1843年、アレグザンダー・フォン・ミッデンドルフによってチェリュスキン岬と命名された。
1760年に艦長の階級で退役した。
前述のチェリュスキン岬のほか、タイミル半島北端のチェリュスキン半島、同半島近くのチェリュスキン島、ソビエト連邦の蒸気船「チェリュースキン」もセミョン・チェリュスキンの名前に由来する。また、ロシア国内にはチェリュスキンの名を冠した通りや村落が複数存在する。